# Il vangelo secondo Precario
Il vangelo secondo Precario - Storie di ordinaria flessibilità è  un film del 2005 diretto da Stefano Obino e interpretato dagli attori dell'associazione culturale ARCI "I Mostri". Il film è stato prodotto con il patrocinio dell'Assessorato al Lavoro e dell'Assessorato alle Politiche Giovanili della Provincia di Milano ed ha avuto un costo di soli 40.000 euro.

## Reazioni
Il film è stato oggetto di attenzione in ambito politico e sindacale, affrontando in tema del precariato e della legge Biagi. Il segretario della CGIL Guglielmo Epifani ha commentato così il film: «In questo titolo c'è un'assonanza con Il Vangelo secondo Matteo di Pasolini. Perché intanto un santo? È una metafora della sacralità, perché la condizione di precario è considerata la condizione degli ultimi, nei quali però non c'è rassegnazione, piuttosto ansia di riscatto». Di segno opposto l'opinione di Forza Italia, che tramite il sito Ragionpolitica.it ha definito il film «disinformazione allo stato puro per fini squisitamente politici».